# Società di investimento a capitale variabile
Una società di investimento a capitale variabile (SICAV), in Italia, è una società per azioni a capitale variabile avente per oggetto esclusivo l'investimento collettivo del patrimonio raccolto mediante l'offerta al pubblico di proprie azioni.

## Storia
Sono state introdotte nell'ordimento italiano dal d.lgs. 25 gennaio 1992, n. 84, in attuazione della direttiva europea 85/611/CEE, e sono attualmente regolate dal testo unico delle disposizioni in materia di intermediazione finanziaria del 1998.
Società per azioni simili alle SICAV sono presenti anche negli altri Paesi dell'Unione europea, discendenti anch'esse dal recepimento della direttiva europea del 1985 in materia di gestione collettiva del risparmio.

## Caratteristiche
Ai sensi dell'art. 1 del D.lgs. 24 febbraio 1998, n. 58 (cosiddetto TUF - Testo unico della finanza) è classificata tra gli organismi di investimento collettivo del risparmio.
Può essere assimilata a un fondo comune di investimento, dal quale si differenzia perché, mentre nel Fondo d'investimento l'investitore è titolare di una quota del fondo stesso, che viene amministrato da una società di gestione distinta (la SGR), nella SICAV l'investitore assume la qualifica di socio della società garante, il cui capitale sociale coincide con il patrimonio amministrato.
Le azioni della SICAV, il cui valore viene determinato secondo le modalità previste dallo statuto, possono essere, a scelta del sottoscrittore, nominative o al portatore. Le azioni al portatore attribuiscono un solo voto indipendentemente dal loro numero. L'assemblea straordinaria in seconda convocazione e l'assemblea ordinaria non prevedono un quorum costitutivo.

## Presupposti per la costituzione
La SICAV può essere costituita previa autorizzazione della Banca d'Italia, sentita la CONSOB. Le condizioni fondamentali per il rilascio dell'autorizzazione sono:
- adozione della forma della società per azioni;
- sede legale e direzione generale situate nel territorio della Repubblica Italiana;
- capitale sociale di ammontare non inferiore a quello stabilito dalla Banca d'Italia;
- possesso, da parte degli esponenti aziendali, dei requisiti di onorabilità e professionalità;
- previsione, nello statuto, dell'oggetto esclusivo dell'investimento collettivo del patrimonio raccolto mediante l'offerta al pubblico delle proprie azioni.

## SICAV multicomparto
Nascono dall'esigenza di realizzare più comparti d'investimento per ognuno dei quali potrà essere emessa una particolare categoria di azioni. Ogni comparto finisce col costituire un patrimonio autonomo.